# Serrat dels Garrics
El Serrat dels Garrics és una serra situada als municipis de Lluçà, Prats de Lluçanès i Sant Martí d'Albars (Lluçanès), amb una elevació màxima de 711 metres.